# Guy Alexis Lobineau
Guy Alexis Lobineau (1666, Rennes - 1727, Saint-Jacut-de-la-Mer) fou un monjo benedictí, historiador i hagiògraf francès.

## Biografia
Amb disset anys professà a l'Abadia de Saint-Melaine de la Congregació de Sant Maur, a Rennes, i després de completar els estudis habituals de l'orde, vista la seva aplicació a la feina, els seus superiors li encarregaren la continuació de la història de Bretanya que Antoine Paul le Gallois deixà incompleta després de morir. Els dos volums in folio de la Histoire de Bretagne foren publicats el 1707, el primer contenia la història bretona entre els anys 458 i 1532, i el segon els documents justificatius; l'obra no estigué exempta de polèmica: la teoria que s'hi exposava que el Ducat de Bretanya havia estat independent del Regne de França fou refutada per René Aubert de Vertot i per Claude Dumolinet, i la teoria que els bretons havien rebut la religió dels armoricans fou refutada per Jean Liron.
Fou també autor d'una recopilació de vides de sants bretons i de la continuació de la història de París que deixà inacabada el difunt Michel Félibien. També traduí al francès la història de Miguel de Luna, les Stratagemata de Poliè i les obres teatrals d'Aristòfanes, i deixà manuscrita una Histoire de la ville de Nantes.

## Obres
1. ↑  Histoire de Bretagne, composée sur les titres et les auteurs originaux, vol. I y vol. II (1707).
2. ↑  Rèponse au traité de la mouvance de la Bretagne (1712).
3. ↑  Contr'apologie ou réflections sur l'apologie des armoricains (1712).